# Honda Passport
Der Honda Passport ist ein Sports Utility Vehicle des japanischen Automobilherstellers Honda.

## Baugleiche Modelle zum Isuzu Wizard (1993–2002)
Sowohl die erste als auch die zweite Generation des Isuzu Wizard wurde in Nordamerika als Honda Passport vermarktet. Die Produktion erfolgte in Lafayette (Indiana).

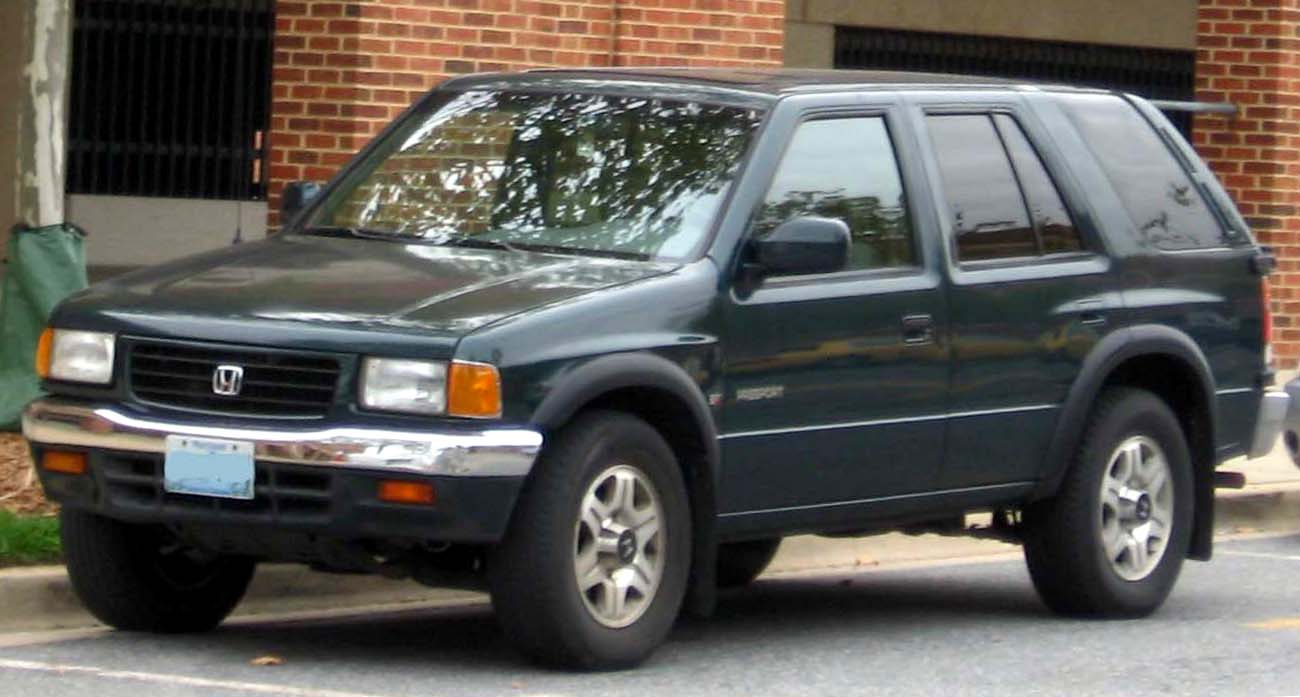
1. Generation (1993–1998)
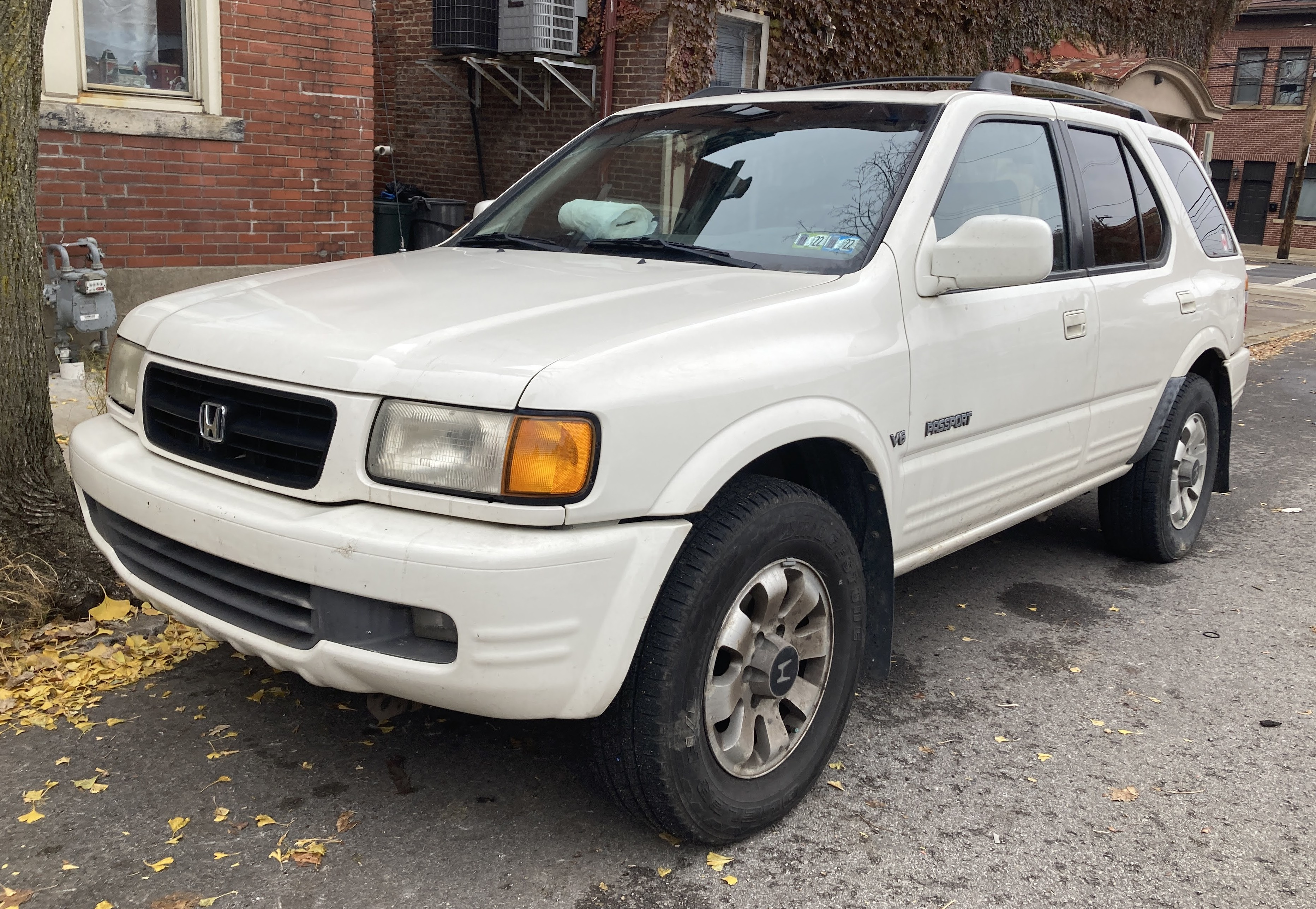
2. Generation (1998–2004)
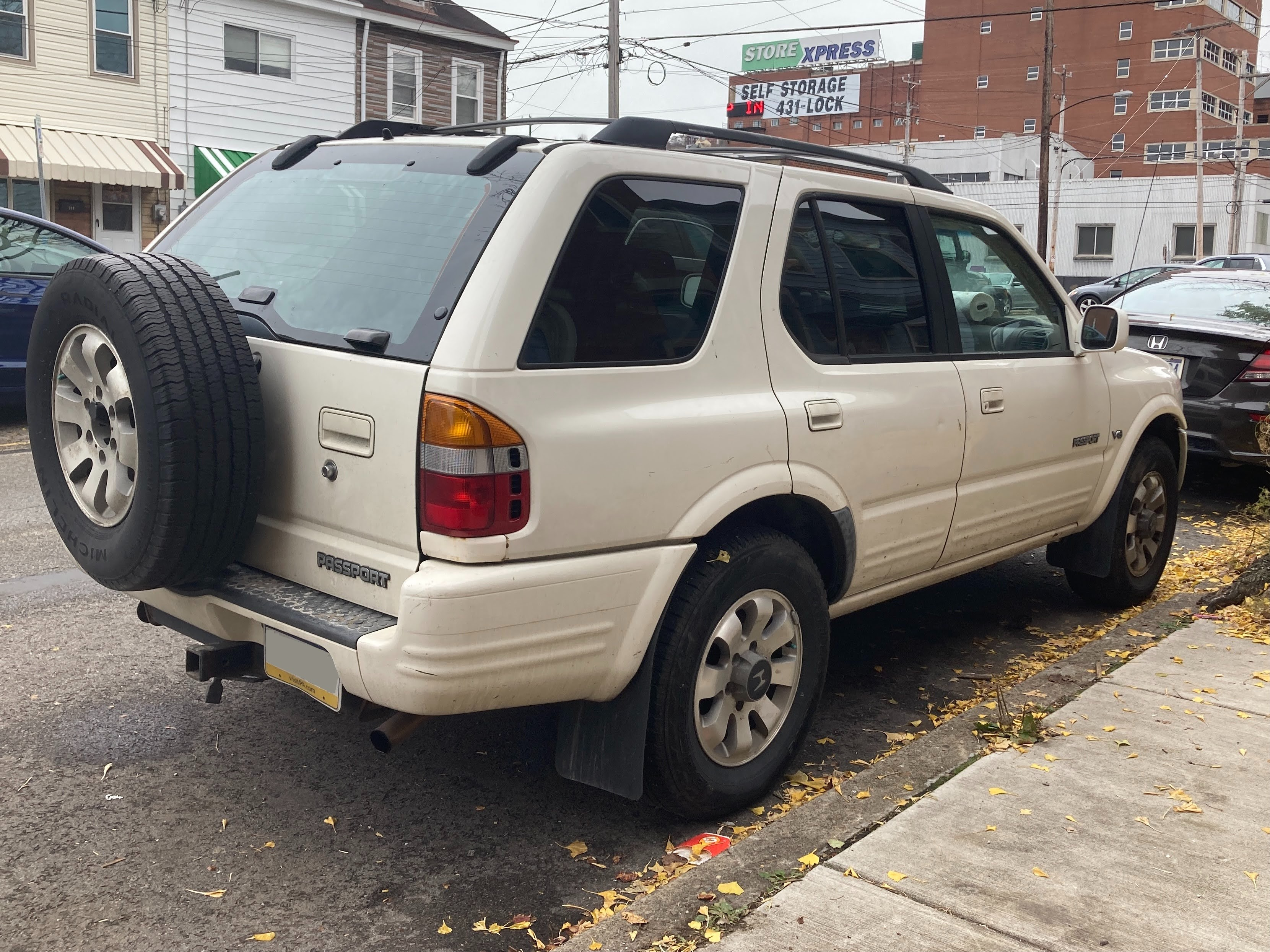
Heckansicht

## 3. Generation (2018–2025)
Auf der LA Auto Show im November 2018 präsentierte Honda wieder einen Passport, der ausschließlich für den nordamerikanischen Markt hergestellt wurde. Er ist zwischen dem CR-V und dem Pilot positioniert. Ab Dezember 2018 wurde der Fünfsitzer in Alabama gebaut. Vier Ausstattungsvarianten waren erhältlich. Eine überarbeitete Version der Baureihe präsentierte Honda im September 2021 für das Modelljahr 2022.

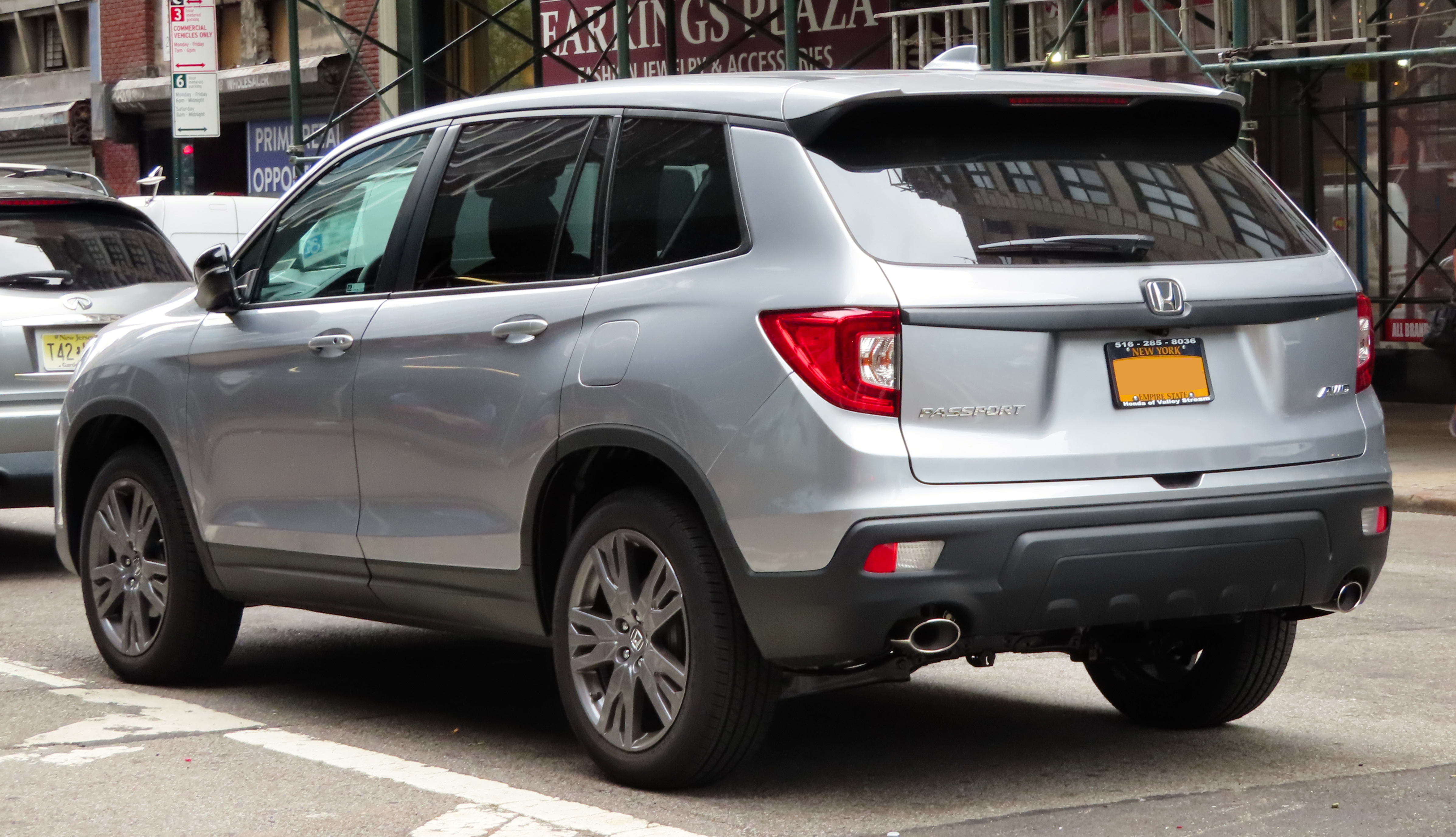
Heckansicht
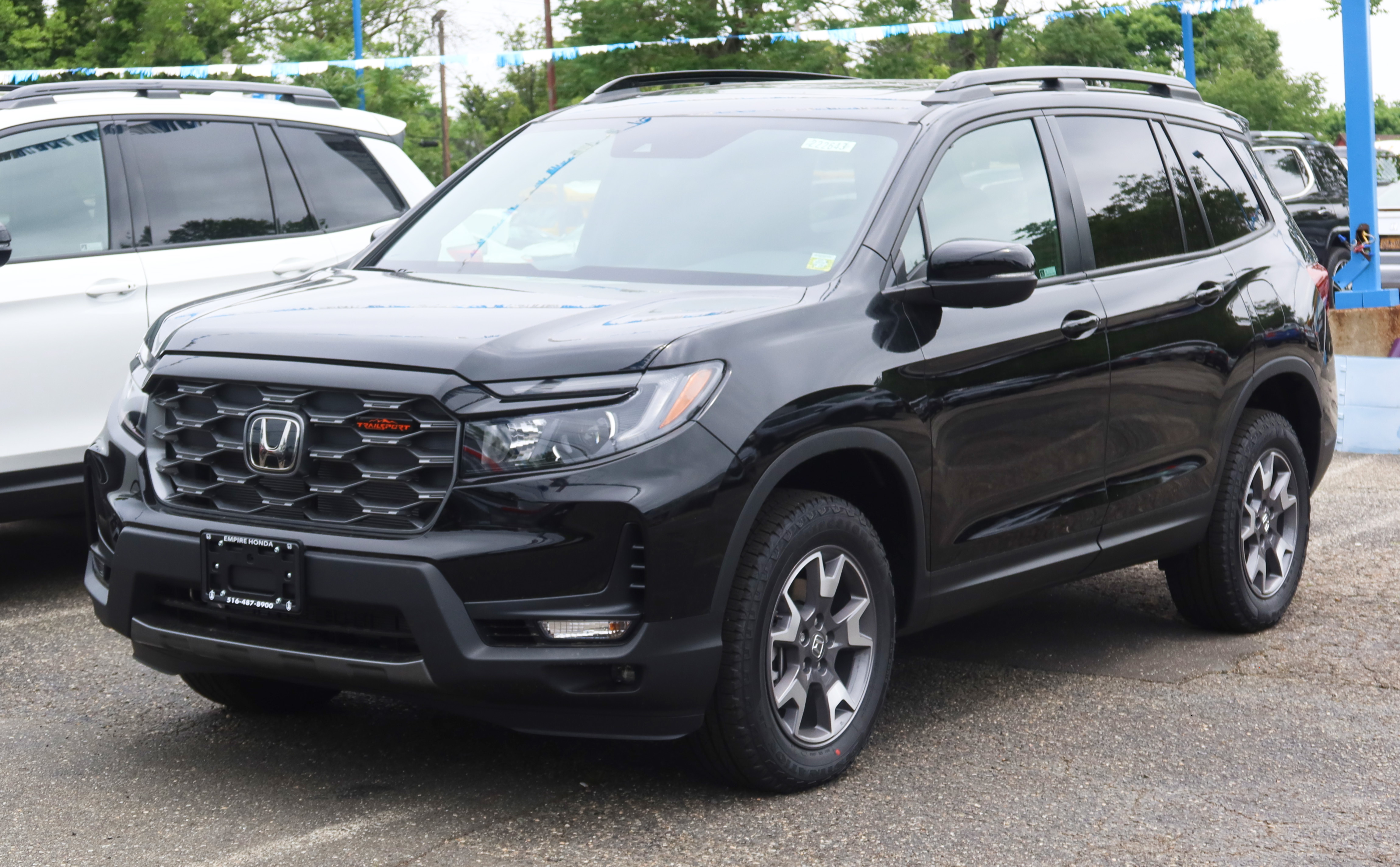
Honda Passport (2021–2025)

### Technische Daten
Angetrieben wird der Passport von einem 3,5-Liter-V6-Ottomotor mit 209 kW (284 PS). Serienmäßig hat das Fahrzeug ein 9-Stufen-Automatikgetriebe von ZF und Vorderradantrieb. Gegen Aufpreis war Allradantrieb verfügbar.
|                                             | 3.5 V6                      |
| Bauzeitraum                                 | 12/2018–02/2025             |
| Motorkenndaten                              |                             |
| Motortyp                                    | V6-Ottomotor                |
| Hubraum                                     | 3471 cm³                    |
| Verdichtungsverhältnis                      | 11,5 : 1                    |
| max. Leistung bei min−1                     | 209 kW (284 PS) / 6000      |
| max. Drehmoment bei min−1                   | 355 Nm / 4700               |
| Kraftübertragung                            |                             |
| Antrieb, serienmäßig                        | Vorderradantrieb            |
| Antrieb, optional                           | (Allradantrieb)             |
| Getriebe, serienmäßig                       | 9-Stufen-Automatikgetriebe  |
| Messwerte                                   |                             |
| Höchstgeschwindigkeit                       | k. A.                       |
| Beschleunigung, 0–100 km/h                  | k. A.                       |
| Leergewicht                                 | 1796–1836 kg (1882–1922 kg) |
| Kraftstoffverbrauch auf 100 km (kombiniert) | 10,7 l Super (11,2 l Super) |
| Tankinhalt                                  | 74 l                        |

Werte in runden Klammern gelten für Modelle mit Allradantrieb.

## 4. Generation (seit 2025)
Die vierte Generation der Baureihe präsentierte Honda im November 2024. Im Februar 2025 kam sie in den Handel. Gegenüber dem Vorgängermodell soll das Fahrzeug geländegängiger sein. Es gibt sieben Ausstattungsvarianten.

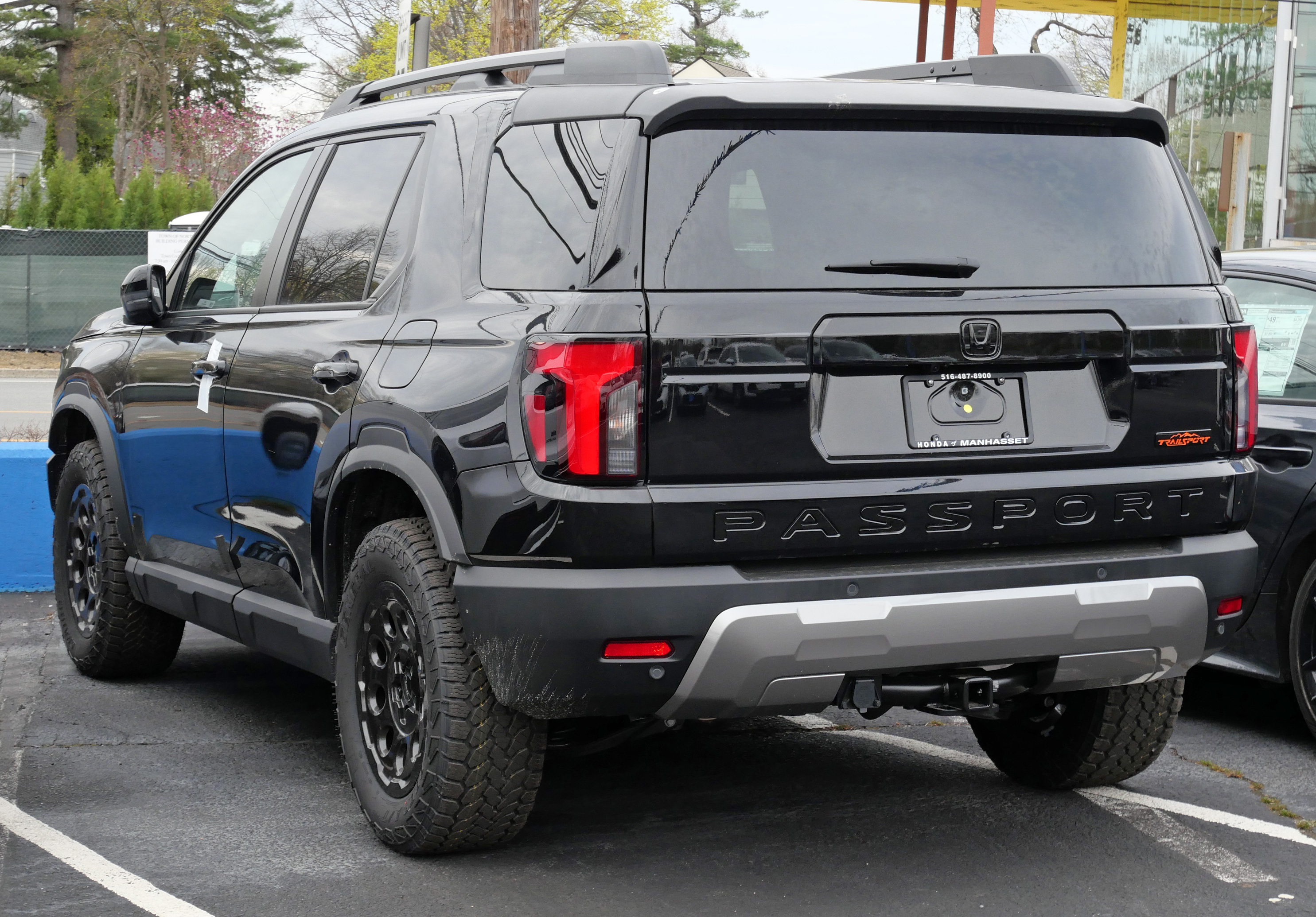
Heckansicht

### Technische Daten
Angetrieben wird der Passport vom aus dem Vorgängermodell bekannten 3,5-Liter-V6-Ottomotor, wobei die Leistung auf 213 kW (290 PS) anstieg. Serienmäßig hat das Fahrzeug ein 10-Stufen-Automatikgetriebe und Allradantrieb.
|                                             | 3.5 V6                      |
| Bauzeitraum                                 | seit 02/2025                |
| Motorkenndaten                              |                             |
| Motortyp                                    | V6-Ottomotor                |
| Hubraum                                     | 3471 cm³                    |
| Verdichtungsverhältnis                      | 11,5 : 1                    |
| max. Leistung bei min−1                     | 213 kW (290 PS) / 6100      |
| max. Drehmoment bei min−1                   | 355 Nm / 5000               |
| Kraftübertragung                            |                             |
| Antrieb, serienmäßig                        | Allradantrieb               |
| Getriebe, serienmäßig                       | 10-Stufen-Automatikgetriebe |
| Messwerte                                   |                             |
| Höchstgeschwindigkeit                       | k. A.                       |
| Beschleunigung, 0–100 km/h                  | k. A.                       |
| Leergewicht                                 | 2031–2134 kg                |
| Kraftstoffverbrauch auf 100 km (kombiniert) | 11,2–11,8 l Super           |
| Tankinhalt                                  | 70 l                        |